# 郑法雷
郑法雷（1947年—），男，汉族，江苏泗阳人，中国肾内科专家，北京协和医院肾内科主任、教授，曾任第八、九、十届全国政协委员。